# 1013 (szám)
Az 1013 (római számmal: MXIII) egy természetes szám.

## A szám a matematikában
A tízes számrendszerbeli 1013-as a kettes számrendszerben 1111110101, a nyolcas számrendszerben 1765, a tizenhatos számrendszerben 3F5 alakban írható fel.
Az 1013 páratlan szám, prímszám. Kanonikus alakja 10131, normálalakban az 1,013 · 103 szorzattal írható fel. Két osztója van a természetes számok halmazán, ezek növekvő sorrendben: 1 és 1013.
Sophie Germain-prím, középpontos négyzetszám.
Huszonhárom szám valódiosztó-összegeként áll elő, közülük a legkisebb a 3027.

## Csillagászat
- 1013 Tombecka kisbolygó